# Sergei Jurjewitsch Jurski

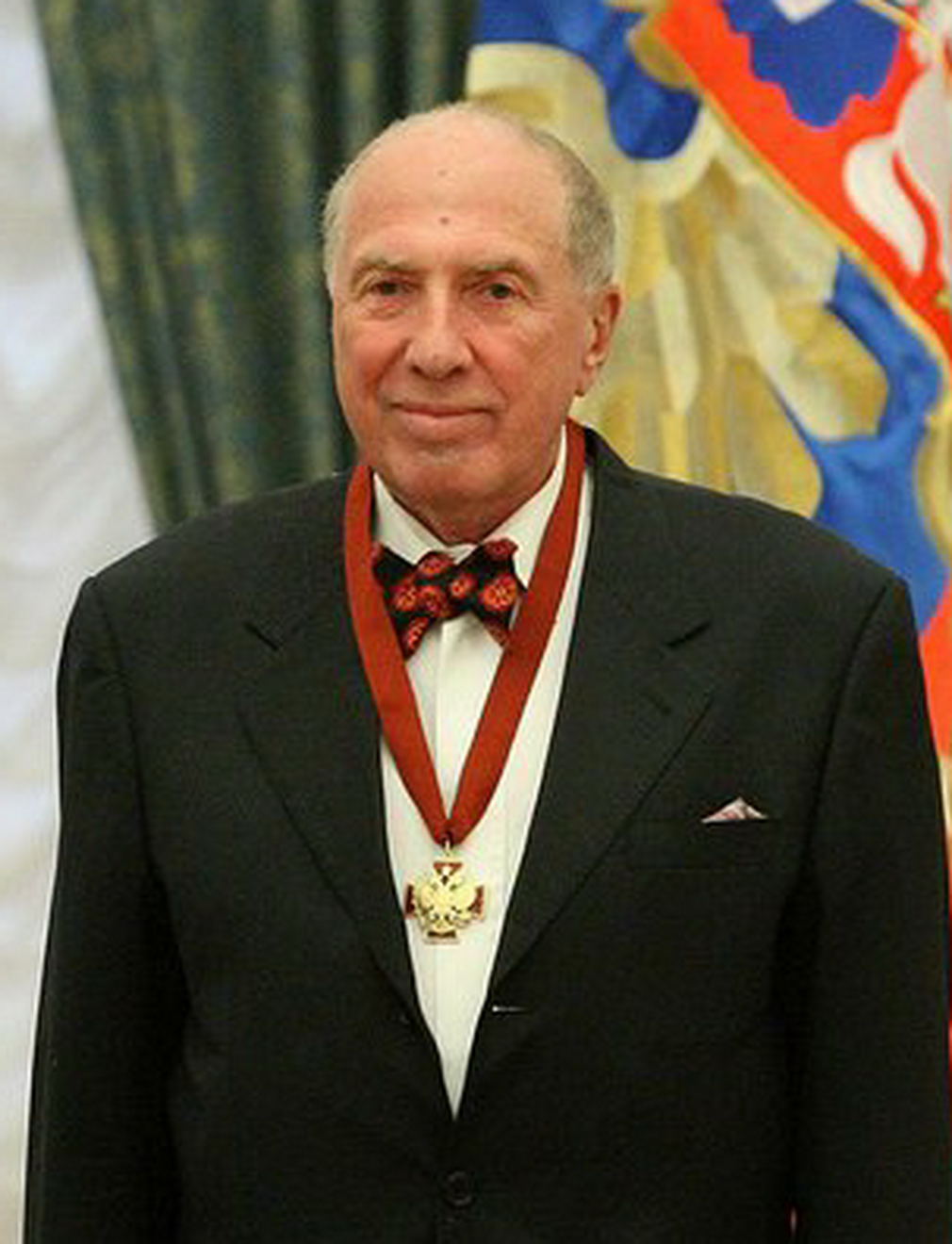
Sergei Jurski (2010)

Sergei Jurjewitsch Jurski (russisch Сергей Юрьевич Юрский; * 16. März 1935 in Leningrad; † 8. Februar 2019 in Moskau) war ein sowjetischer bzw. russischer Schauspieler, Drehbuchautor und Regisseur.

## Leben und Wirken
Sergei Jurskis Vater Juri Sergejewitsch Jurski aus der Adelsfamilie der Schicharews war Künstlerischer Leiter des Moskauer Nikulin-Zirkus und leitete die Leningrader Konzert-Agentur. Die Mutter Jewgenija Michailowna Jurskaja-Romanowa (1902–1971) war Musiklehrerin.
Sergei Jurski studierte an der Juristischen Fakultät der Staatlichen Schdanow-Universität Leningrad. Während des Jura-Studiums trat er in das Studio-Theater dieser Universität ein. Es wurde von Jewgenija Karpowa (1893–1980) geleitet.
Ab 1955 belegte Sergei Jurski bei Leonid Makarjew den Kursus Schauspiel im Leningrader Ostrowski-Theater-Institut. 1957 wurde er in das Leningrader Gorki-Theater – jetzt Towstonogow -Theater – eingeladen. 1973 inszenierte er dort Bulgakows Schauspiel Molière oder Die Kabale der Scheinheiligen. Zuvor trat er – auch dort – als Schauspieler hervor, zum Beispiel 1967 als Äsop in dem Stück Der Fuchs und die Trauben unter der Regie von Guilherme Figueiredo.
Als Filmschauspieler wurde Sergei Jurski in Hauptrollen populär. Einmal 1966 in der Verfilmung des Pantelejew-Belych-Romans Republik der Strolche und 1968 als Ostap Bender in Das goldene Kalb.
1978 übersiedelte Sergei Jurski nach Moskau und wurde zunächst Schauspieler und dann Direktor am Mossowjet-Theater. Nebenher wirkte er seit 1991 im Moskauer Theater Schule des modernen Dramas.
1990 gab Sergei Jurski mit Chernov sein Debüt als Spielfilmregisseur. Als Drehbuch-Vorlage diente seine gleichnamige Erzählung aus dem Jahr 1970.
Unter dem Pseudonym Wazetis schrieb er Prosa und Stücke.
Sergei Jurski war von 1961 bis 1968 mit der Schauspielerin Sinaida Scharko verheiratet. Mit seiner zweiten Ehefrau hat er die Tochter Darja Jurskaja. Letztere wurde Schauspielerin am Tschechow-Kunsttheater Moskau.

## Werk (Auswahl)

### Theater
Schauspieler
- 1957 Swonzow in einem Bühnenstück nach Gorkis Jegor Bulytschow und andere
- 1962 Tschazki in Gore ot uma
- 1963 Gangster Giuseppe Givola in Der aufhaltsame Aufstieg des Arturo Ui
- 1965 Iliko in Nodar Dumbadses Großmutter Iliko, Ilarion und ich
- 1965 Leutnant Tusenbach in Drei Schwestern
- 1966 Ferdyschtschenko in einem Stück nach Dostojewskis Der Idiot
- 1967 Äsop in Äsops Der Fuchs und die Trauben
- 1968 Victor Franz in Arthur Millers Der Preis[24]
- 1969 Titelrolle in William Shakespeares Heinrich IV.
- 1969 in der Rolle des Regisseurs in Jerzy Szaniawskis Dwa teatry
- 1972 Diener Ossip in Gogols Der Revisor
- 1974 Tschernjawy in Wassili Schukschins: Energische Menschen
- 1992 Glow in Gogols Die Spieler
- 1995 Titelrolle in einem Stück nach Dostojewskis Foma Opiskin
- 2004 Stalin in Ion Druzes: Abendglocken. Das Abendessen bei Genossen Stalin

Regisseur
- 1969 Fiesta nach Hemingway
- 1974 Bulgakow: Molière oder Die Kabale der Scheinheiligen
- 1987 Jean Anouilh: Ornifle ou le Courant d'air
- 1994 Eugène Ionesco: Die Stühle
- 2004 Ion Druze: Abendglocken. Das Abendessen bei Genossen Stalin

### Fernsehen
Schauspieler
- 1963 Wilhelm Küchelbecker in einem TV-Film nach Juri Tynjanows Roman Kjuchlja[25]
- 1969 Alexander Puschkin in einem TV-Film nach Juri Tynjanows Roman Der Tod des Wesir-Muchtar
- 1980 Dick Datchery in Das Geheimnis des Edwin Drood nach Charles Dickens
- 1983 Ali Babis Bruder in Ali Baba und die vierzig Räuber

Regisseur
- 1971 Fiesta nach Hemingway
- 1992 nach Gogol: Die Spieler

### Film
Schauspieler
- 1965 David Margulies in Die Zeit, vorwärts!
- 1966 Schuldirektor Sorokin in Republik der Strolche (Республика ШКИД)
- 1968 Ostap Bender in Das goldene Kalb
- 1969 Tartaglia nach Carlo Gozzis König Hirsch
- 1973 Michel Ardan in Die Abenteuer des Ballonpiloten J. A. nach Jules Vernes Ein Drama in Livland
- 1974 Robert Oppenheimer in Wahl des Ziels
- 1978 Gauner Lif nach Astrid Lindgrens Rasmus und der Landstreicher
- 1979 Iwan Grusdew in Die schwarze Katze (Место встречи изменить нельзя)
- 1979 Geschichtenbewahrer nach Charles Perraults Die Erzählungen des alten Zauberers
- 1979 Improvisator in Michail Schweizers Film Kleine Tragödie (Ägyptische Nächte)
- 1981 Sidney Reilly in Der 20. Dezember
- 1982 Maître Rochet in Frau gesucht
- 1982 Diktator in Der Sturz des Kondors
- 1984: Der Kurschatten (Любовь и голуби)
- 1985 Sidney Reilly in Ufer im Nebel
- 1986 Dietz in Der Astrologe
- 1987 Kalkulator Gobbi in Das Ende der Ewigkeit
- 1996 Parfümeur der Königinmutter nach Dumas’ La reine Margot
- 1998 in Tschechow und Company als „Heinius“ in Der Schriftsteller und als Ingenieur Krikunow in Der Reisende erster Klasse
- 2003 Jakow Semjonowitsch in Der fünfte Engel
- 2007 Ziolkowski in Koroljow
- 2008 einer der Autoren in Denken Sie nicht an weiße Affen
- 2008 Wassili Iwanowitsch in Väter und Kinder
- 2009 Brodskys Vater in Anderthalb Zimmer oder eine sentimentale Reise in die Heimat
- 2011 Boris Pasternak in Die Furzewa
- 2011 Stalin in Genosse Stalin

## Ehrungen
- 1. November 1967: Verdienter Künstler der RSFSR
- 1987: Volkskünstler der RSFSR
- 1991: Kinotawr-Preis
- 10. April 1995: Ehrenzeichen Russlands
- 1996 im Fach Schauspieler: Laureat der Zarskosselskaja chudoschestwennaja premija[26]
- 4. Juni 1999: Puschkin-Medaille
- 13. Februar 2003: Literatur- und Kunst-Preis des Präsidenten der Russischen Föderation für das Jahr 2002
- 31. August 2005: Verdienstorden für das Vaterland, 4. Klasse
- 14. März 2010: Verdienstorden für das Vaterland, 3. Klasse
- 17. Dezember 2010: Preis der Regierung der Russischen Föderation[27]
- 2011: Laureat des Preises Theater-Stern[28]